# Bulgarske socialistparti
Bulgariske socialistparti (bulgarsk:Българска социалистическа партия) (BSP eller БСП) er et politisk parti i Bulgarien og efterfølger til Bulgariens kommunistiske parti. Det dannedes i 1990 i det postkommunistiske Bulgarien, efter at kommunistpartiet besluttede at opgive Marxisme-leninismen. BSP er medlem af Socialistisk Internationale. Partiets nuværende formand er Korneliya Ninova.
Ved parlamentsvalget i Bulgarien i 2001 indgik BSP i koalitionen Koalition for Bulgarien, hvorved de opnåede 48 ud 240 plader i Nationalforsamlingen (Narodno Sabranie) med 17,1 procent af stemmerne. Ved parlamentsvalet den 25. juni 2005 fik koalitionen 33,98 procent af stemmerne og 82 ud af 240 parlamentspladser. Partiet var det største regeringsparti frem til valget den 5. juli 2009, da regeringskoalitionen måtte forlade magten.
Partiet er medlem af De Europæiske Socialdemokrater.
Ved det bulgariske præsidentvalg i 2016 vandt den BSP-støttede kandidat Rumen Radev.

## Formænd
- Alexander Lilov (1990-1991)
- Zjan Videnov (1991-1996)
- Georgi Parvanov (1996-2001)
- Sergej Stanisjev (2001-2014)
- Mihail Mikov (2014-2016)
- Korneliya Ninova (2016-)[2]